# کاوتو کریستو
کاوتو کریستو (به اسپانیایی: Cauto Cristo) یک منطقهٔ مسکونی در کوبا است که در استان گرانما واقع شده‌است. کاوتو کریستو ۵۵۰ کیلومتر مربع مساحت و ۲۱٬۱۵۹ نفر جمعیت دارد و ۵۰ متر بالاتر از سطح دریا واقع شده‌است.

## خواهرخوانده
شهر پارتو (پیمونت) خواهرخواندهٔ کاوتو کریستو هست.